# Serie B 2002-2003 (calcio a 5)
Il tredicesimo campionato di serie B, il quinto di terzo livello, si è svolto tra il 21 settembre 2002 e il 12 aprile 2003, prolungandosi fino al 7 giugno 2003 con la disputa delle partite di spareggio. In questa edizione la categoria si allinea a quanto già avvenuto nei campionati di serie A, ovvero aumentando l'organico dei gironi a 14 unità. Al termine della stagione regolare sono promosse in serie A2 le formazioni vincitrici dei sei gironi, mentre le ultime tre classificate retrocedono nei campionati regionali.
Le squadre classificatesi al secondo e al terzo posto di ogni girone accedono ai play-off, che coinvolgono anche le formazione classificatesi all'undicesimo e al dodicesimo posto dei due gironi di serie A2. Divise in due raggruppamenti (le società del girone A di serie A2 con quelle dei gironi A, B e C di serie B, mentre le società del girone B di serie A2 con quelle dei gironi D, E e F di serie B), le squadre si affrontano in tre fasi ad eliminazione diretta basate su gare di andata e di ritorno, per assegnare gli ultimi due posti disponibili alla prossima edizione del campionato di serie A2. In ogni girone le formazioni piazzatesi al decimo e all'undicesimo posto si affrontano tra loro in una fase a eliminazione diretta, basata su gare di andata e di ritorno, per decretare ulteriori sei retrocessioni.

## Girone A

### Partecipanti
Il girone A comprende sei società lombarde, quattro piemontesi, due emiliane (entrambe con sede a Reggio Emilia) e altrettante liguri. Dalla Serie A2 sono retrocesse La Dominante, rinnovatasi come "Seregno C5", e il Toniolo Milano mentre l'Aosta è stato ripescato nella medesima categoria. Dai campionati regionali sono state promosse Europe Painting (con sede a La Spezia), Real Punto Matto (con sede a Settimo Torinese), Reggio Emilia e il Bramante Vigevano che ha rilevato il titolo sportivo dei campioni lombardi del Monza. La S.U.B. Milano, squadra dell'Università commerciale Luigi Bocconi ha rinunciato all'iscrizione, cedendo il titolo sportivo al Futsal Vigevano. Anche Executive Millefonti e Bubalo '92 hanno cambiato identità, rispettivamente in Executive Torino e Gruppo Sportivo Torinese. Completa l'organico l'inserimento dal girone B della Giemme, giunta quarta nel precedente campionato.

### Classifica
|                                          | Pos. | Squadra                 | Pt | G  | V  | N | P  | GF  | GS  | DR   |
| ---------------------------------------- | ---- | ----------------------- | -- | -- | -- | - | -- | --- | --- | ---- |
| Vincitrice della Coppa Italia di Serie B | 1.   | Giemme                  | 69 | 26 | 22 | 3 | 1  | 154 | 69  | +85  |
|                                          | 2.   | Valprint Milano         | 62 | 26 | 20 | 2 | 4  | 120 | 65  | +55  |
|                                          | 3.   | Real Punto Matto        | 57 | 26 | 19 | 0 | 7  | 121 | 71  | +50  |
|                                          | 4.   | Bramante Seregno        | 56 | 26 | 17 | 5 | 4  | 126 | 71  | +55  |
|                                          | 5.   | Toniolo Milano          | 44 | 26 | 12 | 8 | 6  | 136 | 91  | +45  |
|                                          | 6.   | Torinese                | 30 | 26 | 9  | 3 | 14 | 104 | 122 | -18  |
|                                          | 7.   | Bramante Vigevano       | 30 | 26 | 8  | 6 | 12 | 99  | 108 | -9   |
|                                          | 8.   | Reggio Emilia           | 29 | 26 | 7  | 8 | 11 | 97  | 107 | -10  |
|                                          | 9.   | Gordona                 | 29 | 26 | 9  | 2 | 15 | 107 | 138 | -31  |
|                                          | 10.  | Cesana RV               | 29 | 26 | 8  | 5 | 13 | 84  | 99  | -15  |
|                                          | 11.  | Executive Torino        | 29 | 26 | 8  | 5 | 13 | 107 | 107 | 0    |
|                                          | 12.  | San Lorenzo della Costa | 26 | 26 | 7  | 5 | 14 | 60  | 82  | -22  |
|                                          | 13.  | Vigevano                | 21 | 26 | 6  | 3 | 17 | 78  | 125 | -47  |
|                                          | 14.  | Europe Painting         | 6  | 26 | 2  | 1 | 23 | 64  | 202 | -138 |

### Verdetti finali
- Polisportiva Giemme promossa in serie A2 2003-04.
- Europe Painting e San Lorenzo della Costa retrocesse nei campionati regionali.
- Gruppo Sportivo Torinese (iscritto in serie C1 del Piemonte) e Real Punto Matto (scioglimento) rinunciano all'iscrizione al campionato di serie B 2003-04.
- Cesana Ronchiverdi retrocessa dopo i play-out ma successivamente ripescata.
- Bramante Vigevano e Seregno C5 si fondono dando vita alla Bramante Seregno.
- Futsal Vigevano retrocessa in serie C1, rileva il titolo sportivo della Bramante Vigevano assumendo la denominazione Interfive Vigevano.

## Girone B

### Partecipanti
Il girone B comprende cinque società provenienti dalla Toscana, quattro dal Veneto, due rispettivamente da Trentino-Alto Adige e Friuli-Venezia Giulia, e la sola Total Workout come rappresentante della Lombardia. Dalla serie superiore è retrocesso il Palmanova mentre il Cadoneghe ha fatto il percorso inverso, venendo ripescato in Serie A2. Dai campionati regionali sono state promosse Atlante (con sede a Grosseto), Green Tower (con sede a Trento), Jesolo, Futsal Scandicci, Treviso (nuova denominazione della Marca, vincitrice della Serie C1 del Veneto) e Total Workout (con sede a Lonato), mentre la Black Star (con sede a Martignacco) ha rinunciato alla categoria rimanendo nella Serie C del Friuli-Venezia Giulia. La medesima politica dei friulani è stata adottata dall'Altamarca, mentre Livorno 94 (retrocesso nel precedente campionato) e Cornedo sono stati ripescati a completamento dell'organico.

### Classifica
|  | Pos. | Squadra          | Pt | G  | V  | N | P  | GF  | GS  | DR  |
|  | ---- | ---------------- | -- | -- | -- | - | -- | --- | --- | --- |
|  | 1.   | Total Workout    | 55 | 26 | 17 | 4 | 5  | 124 | 76  | +48 |
|  | 2.   | San Michele      | 51 | 26 | 15 | 6 | 5  | 135 | 89  | +46 |
|  | 3.   | Palmanova        | 50 | 26 | 16 | 2 | 8  | 107 | 80  | +27 |
|  | 4.   | Treviso          | 47 | 26 | 15 | 2 | 9  | 111 | 96  | +15 |
|  | 5.   | Dese             | 47 | 26 | 15 | 2 | 9  | 162 | 125 | +37 |
|  | 6.   | Manzano          | 46 | 26 | 14 | 4 | 8  | 124 | 99  | +25 |
|  | 7.   | IGP Pisa         | 38 | 26 | 11 | 5 | 10 | 133 | 118 | +15 |
|  | 8.   | Atlante Grosseto | 35 | 26 | 11 | 2 | 13 | 127 | 133 | -6  |
|  | 9.   | Livorno 94       | 33 | 26 | 9  | 6 | 11 | 117 | 142 | -25 |
|  | 10.  | Cornedo          | 33 | 26 | 10 | 3 | 13 | 97  | 93  | +4  |
|  | 11.  | Jesolo           | 32 | 26 | 9  | 5 | 12 | 91  | 132 | -41 |
|  | 12.  | Green Tower      | 31 | 26 | 9  | 4 | 13 | 94  | 123 | -29 |
|  | 13.  | Bubi Merano      | 16 | 26 | 5  | 1 | 20 | 86  | 135 | -49 |
|  | 14.  | Scandicci        | 8  | 26 | 2  | 2 | 22 | 80  | 147 | -67 |

### Verdetti finali
- Virtus Brescia promossa in serie A2 2003-04.
- Bubi Merano, Futsal Scandicci, Green Tower Trento retrocesse nei campionati regionali.
- San Michele ripescato in serie A2 2003-04.
- Palmanova rinuncia al campionato di serie B 2003-04, iscrivendosi al campionato di Serie C del Friuli-Venezia Giulia.
- Jesolo retrocesso dopo i play-out ma successivamente ripescato.

## Girone C

### Partecipanti
Il girone C comprende sette società provenienti dalle Marche, quattro dall'Emilia-Romagna, due dall'Umbria e la sola D'Angelantonio come rappresentante dell'Abruzzo. Dai campionati regionali sono state promosse CoAR Orvieto, Imola e Sangiorgese (nuova denominazione del Fermodue C5). Il San Benedetto ha rinunciato all'iscrizione in Serie B, mentre Magione (retrocesso nello scorso campionato) e Forlì sono stati ripescati a completamento dell'organico.

### Classifica
|  | Pos. | Squadra         | Pt | G  | V  | N | P  | GF  | GS  | DR   |
|  | ---- | --------------- | -- | -- | -- | - | -- | --- | --- | ---- |
|  | 1.   | Miracolo Piceno | 67 | 26 | 22 | 1 | 3  | 125 | 57  | +68  |
|  | 2.   | D'Angelantonio  | 67 | 26 | 22 | 1 | 3  | 129 | 63  | +66  |
|  | 3.   | Fano            | 50 | 26 | 15 | 5 | 6  | 115 | 104 | +11  |
|  | 4.   | Forlì           | 48 | 26 | 16 | 0 | 10 | 130 | 88  | +42  |
|  | 5.   | Imola           | 48 | 26 | 15 | 3 | 8  | 146 | 104 | +42  |
|  | 6.   | Sangiorgese     | 39 | 26 | 12 | 3 | 11 | 109 | 100 | +9   |
|  | 7.   | Palextra Fano   | 38 | 26 | 11 | 5 | 10 | 113 | 103 | +10  |
|  | 8.   | Rimini          | 38 | 26 | 11 | 5 | 10 | 90  | 92  | -2   |
|  | 9.   | Ascoli          | 36 | 26 | 11 | 3 | 12 | 86  | 90  | -4   |
|  | 10.  | Bologna FF      | 29 | 26 | 9  | 2 | 15 | 113 | 132 | -19  |
|  | 11.  | Coar Orvieto    | 28 | 26 | 8  | 4 | 14 | 83  | 103 | -20  |
|  | 12.  | Macerata        | 27 | 26 | 8  | 3 | 15 | 77  | 89  | -12  |
|  | 13.  | Magione         | 11 | 26 | 3  | 2 | 21 | 68  | 142 | -74  |
|  | 14.  | Palombina Nuova | 1  | 26 | 0  | 1 | 25 | 59  | 176 | -117 |

### Verdetti finali
- Miracolo Piceno promosso in serie A2 2003-04.
- Futsal Macerata, Magione, Palombina Nuova e, dopo i play-out, Bologna Football Five retrocesse nei campionati regionali.

## Girone D

### Partecipanti
Il girone D comprende cinque abruzzesi, altrettante pugliesi, due lucane e due molisane. Dai campionati regionali sono state promosse Libertas Scanzano, Polignano, Raiano (già Amaltea), Sport Five (con sede a Putignano), Venafro nonché il Città di Avezzano in virtù della avvenuta fusione estiva con il Calcetto Marinara, secondo nella Serie C abruzzese e vincitore dei play-off nazionali. Anche il Teate 94 ha cambiato denominazione, diventando "Città di Chieti C5". A completamento dell'organico è stato ripescato il Marina Città Sant'Angelo, sconfitto dal Modugno nei play-off dello scorso campionato. In aggiunta al punto di penalizzazione in classifica comminatele al termine del precedente campionato, il 24 gennaio 2003 la società Avezzano Calcio a Cinque è stata penalizzata di ulteriori sette in punti in relazione alla posizione irregolare di alcuni suoi tesserati. La classifica finale del girone fu parzialmente ridisegnata in seguito all'accoglimento da parte della Commissione Disciplinare dei reclami avanzati da Modugno e Avezzano C5 contro il Città di Avezzano. Con riferimento alle gare Città di Avezzano - Modugno ed Avezzano C5 - Città di Avezzano, valevoli rispettivamente come 3ª giornata di ritorno (18 gennaio 2003) e 13ª giornata di ritorno (12 aprile 2003) e terminate sul campo con i risultati di 5-3 per il Città di Avezzano e 3-3, in entrambi i casi la Commissione d'Appello Federale inflisse la punizione sportiva della perdita per 0-2 al Città di Avezzano per aver schierato un giocatore che non aveva titolo per partecipare. Rispetto alla classifica precedente la sentenza, il Modugno ebbe accesso ai play-out contro il Marina CSA al posto del Città di Avezzano che invece fu retrocesso direttamente in serie C.

### Classifica
|  | Pos. | Squadra           | Pt | G  | V  | N | P  | GF  | GS  | DR   |
|  | ---- | ----------------- | -- | -- | -- | - | -- | --- | --- | ---- |
|  | 1.   | CUS Campobasso    | 52 | 26 | 16 | 4 | 6  | 143 | 95  | +48  |
|  | 2.   | Polignano         | 51 | 26 | 17 | 0 | 9  | 154 | 132 | +22  |
|  | 3.   | Città di Chieti   | 49 | 26 | 16 | 1 | 9  | 124 | 74  | +50  |
|  | 4.   | Sport Five        | 49 | 26 | 15 | 4 | 7  | 112 | 93  | +19  |
|  | 5.   | Bisceglie         | 43 | 26 | 14 | 1 | 11 | 86  | 85  | +1   |
|  | 6.   | Barletta          | 40 | 26 | 12 | 4 | 10 | 145 | 123 | +22  |
|  | 7.   | Venafro           | 38 | 26 | 11 | 5 | 10 | 91  | 87  | +4   |
|  | 8.   | Raiano            | 37 | 26 | 11 | 4 | 11 | 101 | 101 | 0    |
|  | 9.   | Avezzano          | 36 | 26 | 13 | 5 | 8  | 91  | 60  | +31  |
|  | 10.  | Modugno           | 35 | 26 | 10 | 5 | 11 | 86  | 87  | -1   |
|  | 11.  | Marina CSA        | 34 | 26 | 11 | 1 | 14 | 90  | 110 | -20  |
|  | 12.  | Città di Avezzano | 30 | 26 | 9  | 3 | 14 | 73  | 87  | -14  |
|  | 13.  | Real Matera       | 19 | 26 | 6  | 1 | 19 | 74  | 128 | -54  |
|  | 14.  | Scanzano          | 6  | 26 | 2  | 0 | 24 | 99  | 207 | -108 |

### Verdetti finali
- CUS Campobasso promosso in serie A2 2003-04.
- Città di Avezzano, Libertas Scanzano e Libertas Real Matera retrocesse nei campionati regionali.
- Avezzano C5 viene incorporato dalla Pro Calcetto Avezzano.
- Marina Castel Sant'Angelo retrocessa dopo i play-out ma successivamente ripescata.

## Girone E

### Partecipanti
Il girone E comprende due società sarde e dodici laziali, di cui nove provenienti dalla provincia di Roma. Dalla Serie A2 è sceso il Divino Amore mentre dai campionati regionali sono state promosse Nepi (detentore della Coppa Italia di Serie C), DEAS Calcio a 5 (la formazione capitolina durante l'estate ha operato una fusione con la CVM Lazio di Colleferro, dando vita alla CVM Lazio DEAS) e Villa Aurelia mentre l'ArChiPa Sestu ha rinunciato alla categoria. Tra le aventi diritto spicca l'assenza del Cerbara, finalista play-off nella precedente edizione. A completamento dell'organico è stato ripescato l'Albano nonché le retrocesse Civitavecchia e Quartiere Marina.

### Classifica
|  | Pos. | Squadra          | Pt | G  | V  | N | P  | GF  | GS  | DR   |
|  | ---- | ---------------- | -- | -- | -- | - | -- | --- | --- | ---- |
|  | 1.   | Nepi             | 65 | 26 | 21 | 2 | 3  | 154 | 58  | +96  |
|  | 2.   | Pomezia          | 55 | 26 | 17 | 4 | 5  | 107 | 71  | +36  |
|  | 3.   | Divino Amore     | 52 | 26 | 17 | 1 | 8  | 123 | 78  | +45  |
|  | 4.   | Villa Aurelia    | 47 | 26 | 15 | 2 | 9  | 100 | 92  | +8   |
|  | 5.   | ATS Quartu       | 45 | 26 | 14 | 3 | 9  | 119 | 93  | +26  |
|  | 6.   | Lazio Calcetto   | 38 | 26 | 11 | 5 | 10 | 101 | 88  | +13  |
|  | 7.   | Albano           | 37 | 26 | 10 | 7 | 9  | 125 | 108 | +17  |
|  | 8.   | Ostia            | 37 | 26 | 11 | 4 | 11 | 81  | 86  | -5   |
|  | 9.   | Velletri         | 37 | 26 | 10 | 7 | 9  | 98  | 85  | +13  |
|  | 10.  | CVM Lazio Deas   | 36 | 26 | 11 | 3 | 12 | 87  | 107 | -20  |
|  | 11.  | Ceccano          | 27 | 26 | 7  | 6 | 13 | 97  | 122 | -25  |
|  | 12.  | Civitavecchia    | 24 | 26 | 7  | 3 | 16 | 94  | 141 | -47  |
|  | 13.  | Bellator Frusino | 17 | 26 | 4  | 5 | 17 | 97  | 140 | -43  |
|  | 14.  | Quartiere Marina | 3  | 26 | 1  | 0 | 25 | 64  | 178 | -114 |

### Verdetti finali
- Nepi promosso in serie A2 2003-04.
- Bellator Frusino, Civitavecchia e Quartiere Marina retrocesse nei campionati regionali.
- Rio Ceccano retrocesso dopo i play-out ma successivamente ripescato.
- Fusione tra S.S. Lazio Calcio a 5 e CVM Lazio Deas. Cessione del titolo sportivo di quest'ultima società alla Polisportiva Forte Colleferro.

## Girone F

### Partecipanti
Il girone F comprende sette società campane, cinque siciliane e due calabresi, entrambe di Catanzaro. Dalla Serie A2 sono retrocesse Olimpia, Pianeta Verde, Afragola e Trinacria; queste ultime due non risultano tuttavia nell'organico del girone poiché i campani sono stati ripescati nella categoria superiore mentre la società palermitana non ha presentato domanda di iscrizione, sciogliendosi. Anche il Città di Gragnano non prende parte alla corrente edizione, avendo ceduto il proprio titolo sportivo alla Mediacorp Pompei. Dai campionati regionali sono state promosse Catanzarese, Marigliano, Polisportiva Big Sport San Gregorio Papa (con sede nel quartiere palermitano de Il Capo) e Pro Scicli. Completa l'organico il ripescaggio del Catanzaro, sconfitto dalla Sinuessa nei play-out.

### Classifica
|  | Pos. | Squadra            | Pt | G  | V  | N | P  | GF  | GS  | DR  |
|  | ---- | ------------------ | -- | -- | -- | - | -- | --- | --- | --- |
|  | 1.   | Pompei             | 63 | 26 | 21 | 0 | 5  | 133 | 68  | +65 |
|  | 2.   | Olimpia Ischia     | 53 | 26 | 16 | 5 | 5  | 94  | 63  | +31 |
|  | 3.   | Azzurra Marigliano | 49 | 26 | 15 | 4 | 7  | 148 | 104 | +44 |
|  | 4.   | Libertas Corbino   | 46 | 25 | 15 | 2 | 8  | 107 | 89  | +18 |
|  | 5.   | Cristal Mode       | 44 | 26 | 14 | 2 | 10 | 101 | 96  | +5  |
|  | 6.   | Wisser Club        | 37 | 26 | 10 | 7 | 9  | 108 | 98  | +10 |
|  | 7.   | Pro Scicli         | 35 | 26 | 10 | 5 | 11 | 97  | 94  | +3  |
|  | 8.   | Pianeta Verde      | 35 | 26 | 11 | 5 | 10 | 102 | 107 | -5  |
|  | 9.   | Avellino           | 34 | 26 | 9  | 7 | 10 | 117 | 113 | +4  |
|  | 10.  | Sinuessa           | 33 | 26 | 10 | 4 | 12 | 79  | 107 | -28 |
|  | 11.  | Forio              | 28 | 25 | 7  | 7 | 11 | 84  | 100 | -16 |
|  | 12.  | Big Sport          | 20 | 26 | 5  | 5 | 16 | 85  | 126 | -41 |
|  | 13.  | Catanzaro          | 19 | 26 | 5  | 5 | 16 | 77  | 120 | -43 |
|  | 14.  | Catanzarese        | 10 | 26 | 2  | 4 | 20 | 73  | 120 | -47 |

### Verdetti finali
- Pompei e, dopo i play-out, Olimpia Calcio promosse in serie A2 2003-04.
- Catanzaro e Polisportiva Big Sport San Gregorio Papa retrocesse nei campionati regionali.
- Libertas Corbino e Cristal Mode rinunciano all'iscrizione al campionato di serie B 2003-04, ripartendo rispettivamente dalla Serie D provinciale e dal settore giovanile e scolastico.
- Catanzarese e, dopo i play-out, Forio retrocesse ma successivamente ripescate.

## Play-out di Serie A2 / Play-off di Serie B[13]

### Girone A
|  | Quarti di finale | Quarti di finale      | Quarti di finale | Quarti di finale | Quarti di finale |  |  | Semifinali      | Semifinali      | Semifinali | Semifinali | Semifinali |   |        | Finale      | Finale      | Finale | Finale | Finale |  |
|  |                  |                       |                  |                  |                  |  |  |                 |                 |            |            |            |   |        |             |             |        |        |        |  |
|  | B                | San Michele           | 6                | 6                | 12               |  |  |                 |                 |            |            |            |   |        |             |             |        |        |        |  |
|  | B                | D'Angelantonio        | 0                | 4                | 4                |  |  | San Michele     | San Michele     | 5          | 5          | 10         |   |        |             |             |        |        |        |  |
|  | B                | Real Punto Matto      | 3                | 3                | 6                |  |  | Piemonte        | Piemonte        | 4          | 5          | 9          |   |        |             |             |        |        |        |  |
|  | A2               | Piemonte (dts)        | 3                | 5                | 8                |  |  |                 |                 |            |            |            |   |        | San Michele | San Michele | 2      | 7      | 9 (7)  |  |
|  | B                | Palmanova             | 2                | 3                | 5                |  |  |                 |                 | Bergamo    | Bergamo    | 1          | 8 | 9 (11) |             |             |        |        |        |  |
|  | B                | Valprint Milano (dts) | 3                | 3                | 6                |  |  | Valprint Milano | Valprint Milano | 5          | 3          | 8 (5)      |   |        |             |             |        |        |        |  |
|  | B                | Fano                  | 3                | 1                | 4                |  |  | Bergamo         | Bergamo         | 3          | 5          | 8 (9)      |   |        |             |             |        |        |        |  |
|  | A2               | Bergamo               | 5                | 11               | 16               |  |  |                 |                 |            |            |            |   |        |             |             |        |        |        |  |

### Girone B
|  | Quarti di finale | Quarti di finale   | Quarti di finale | Quarti di finale | Quarti di finale |  |  | Semifinali           | Semifinali           | Semifinali | Semifinali | Semifinali |   |    | Finale         | Finale         | Finale | Finale | Finale |  |
|  |                  |                    |                  |                  |                  |  |  |                      |                      |            |            |            |   |    |                |                |        |        |        |  |
|  | B                | Città di Chieti    | 4                | 4                | 8                |  |  |                      |                      |            |            |            |   |    |                |                |        |        |        |  |
|  | A2               | Afragola           | 0                | 4                | 4                |  |  | Città di Chieti      | Città di Chieti      | 3          | 4          | 7          |   |    |                |                |        |        |        |  |
|  | B                | Divino Amore       | 5                | 2                | 7                |  |  | Olimpia Ischia (dts) | Olimpia Ischia (dts) | 2          | 6          | 8          |   |    |                |                |        |        |        |  |
|  | B                | Olimpia Ischia     | 4                | 5                | 9                |  |  |                      |                      |            |            |            |   |    | Olimpia Ischia | Olimpia Ischia | 4      | 9      | 13     |  |
|  | B                | Polignano          | 0                | 2                | 2                |  |  |                      |                      | Torrino    | Torrino    | 3          | 7 | 10 |                |                |        |        |        |  |
|  | B                | Pomezia            | 3                | 7                | 10               |  |  | Pomezia              | Pomezia              | 0          | 2          | 2          |   |    |                |                |        |        |        |  |
|  | B                | Azzurra Marigliano | 4                | 11               | 15               |  |  | Torrino              | Torrino              | 2          | 2          | 4          |   |    |                |                |        |        |        |  |
|  | A2               | Torrino (dts)      | 5                | 11               | 16               |  |  |                      |                      |            |            |            |   |    |                |                |        |        |        |  |

## Play-out[13]
Otterranno la permanenza in Serie B le squadre che, nell'arco del doppio confronto, avranno realizzato il maggior numero di reti.
In caso di parità, al termine della sfida di ritorno, si giocheranno due tempi supplementari da 5’ ciascuno. Perdurando la parità otterranno la salvezza le squadre meglio classificate al termine della stagione regolare. I play-out dei gironi D e F, come le altre in calendario il 26 aprile e il 3 maggio, furono rinviate rispettivamente al 31 maggio e al 7 giugno a seguito del ricorso alla Commissione Disciplinare da parte di Avezzano e Modugno avverso il Città di Avezzano, e di quello del Forio d'Ischia avverso la Polisportiva Big Sport presso la Commissione d'Appello Federale. L'accoglimento della prima e il respingimento della seconda hanno comportato l'ammissione del Modugno al posto del Città di Avezzano.
| Squadra 1        | Totale | Squadra 2      | Andata | Ritorno |
| ---------------- | ------ | -------------- | ------ | ------- |
| Executive Torino | 4 - 3  | Torino Cesana  | 4 - 1  | 0 - 2   |
| Jesolo           | 2 - 7  | Cornedo        | 1 - 4  | 1 - 3   |
| Coar Orvieto     | 10 - 9 | Bologna FF     | 5 - 2  | 5 - 7   |
| Marina CSA       | 9 - 12 | Modugno        | 6 - 3  | 3 - 9   |
| Ceccano          | 6 - 9  | CVM Lazio Deas | 2 - 2  | 4 - 7   |
| Forio            | 7 - 13 | Sinuessa       | 2 - 6  | 5 - 7   |